# (183114) Vicques
(183114) Vicques est un astéroïde de la ceinture principale, découvert le 13 septembre 2002 par Michel Ory à l'observatoire astronomique jurassien, près de Vicques.